# Zerkindenhof
Le Zerkindenhof est un bâtiment situé dans la ville de Bâle, en Suisse.

## Description
Le bâtiment est situé au numéro 10 du Nadelberg. Il tient son nom de Nikolaus Ritter Zerkinden, mort en 1344.
L'escalier, ainsi que le salon du premier étage, datent du XVIIe siècle. L'aile avant, la plus ancienne, date du XIIIe siècle. La cour intérieure est ornée d'une statue de Lienhard Luetzel, ainsi que d'une fontaine dédiée à Cérès en calcaire blanc datant de 1750.
Aujourd'hui, le Zerkindenhof accueille la faculté de théologie de l'université de Bâle. Il est inscrit comme bien culturel suisse d'importance nationale.

## Sources
- (de) Cet article est partiellement ou en totalité issu de l’article de Wikipédia en allemand intitulé « Zerkindenhof » (voir la liste des auteurs).